# 四波混頻
四波混頻是一種互調變現象，歸屬於非線性光學之範疇。此現象描述兩個特定頻率的光波在非線性材料中交會時，有可能產生另外兩個頻率的訊號。這與電子電路系統中的三階交會點相似，可以比作電子電路系統中的互調變扭曲。